# 金维娜
金维娜（1992年4月27日—），中国女子篮球运动员，2014年亚洲运动会女子篮球银牌得主、2023年亞洲盃女子籃球賽金牌得主、2022年亚洲运动会女子篮球金牌得主。

## 外部連結
- 金维娜在archive.fiba.com（archived）（英语）
- 金维娜在Eurobasket.com（球員）（英语）